# 一台峠
一台峠（いちだいとうげ）は、奈良県奈良市南田原町と杣ノ川町の境にある峠。針ICへの近道にあるがカーブの多い細い道であり、大半は水間トンネルを使うため非常に交通量が少ない。

## 概要
- 位置
  - 北緯34度38分45秒/東経135度55分40秒付近
- 標高
  - 約580m

## 通過する道路
- 奈良県道47号天理加茂木津線

## 周辺
- 林道水谷線
- 林道長谷線